# Rüdi Lins
Rudolf „Rüdi” Lins (ur. 28 czerwca 1944 roku) – austriacki kierowca wyścigowy.

## Kariera
Lins rozpoczął międzynarodową karierę w wyścigach samochodowych w 1968 roku od startu w klasie P 3.0 24-godzinnego wyścigu Le Mans, w którym uplasował się na siódmej pozycji, a w klasyfikacji generalnej był 29. Rok później w tej samej klasie uplasował się na piątym miejscu. W sezonie 1970 został zwycięzcą 24-godzinnego wyścigu Le Mans w klasie P 3.0.